# Gabriel de Cosnac

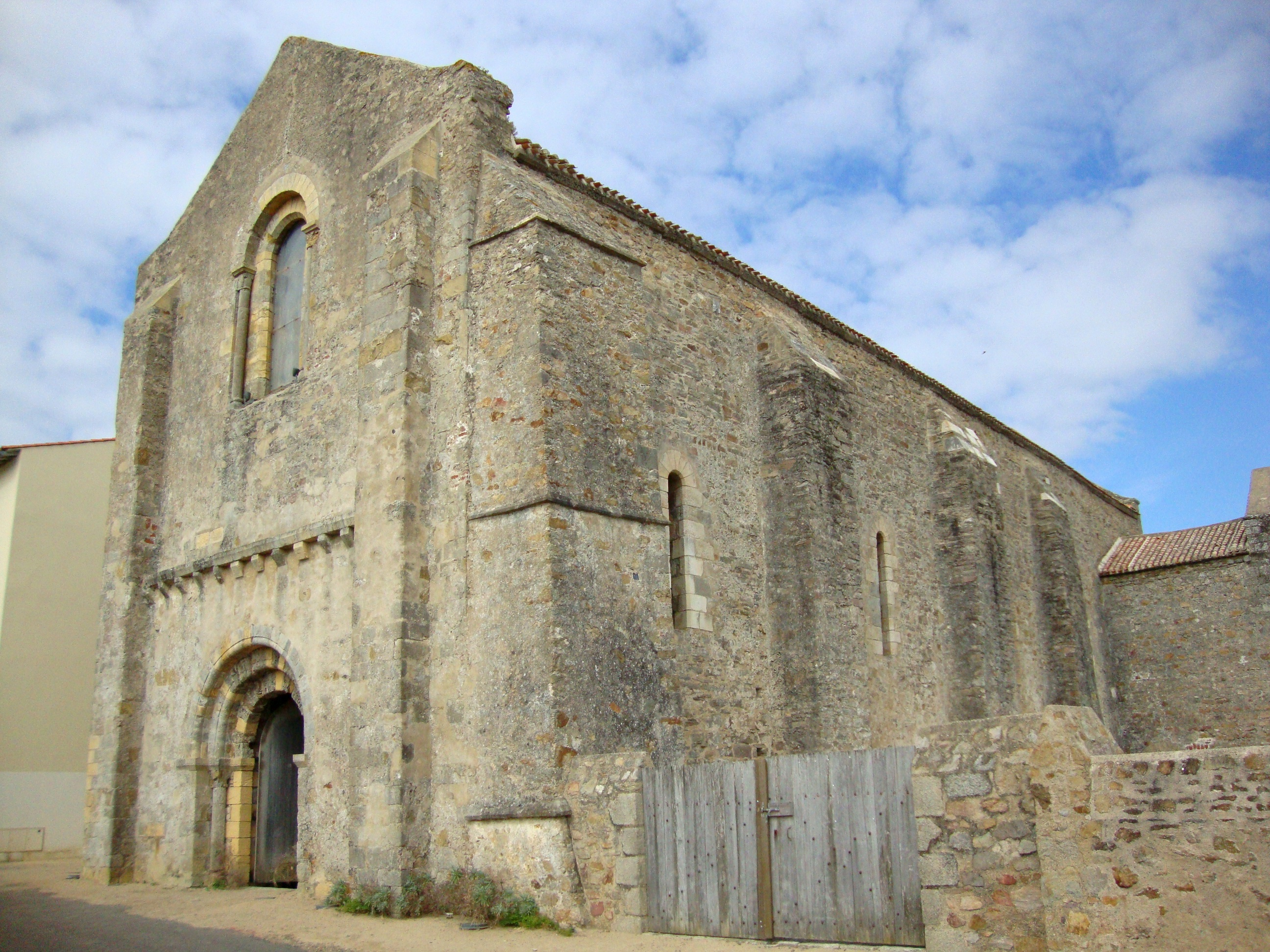
Abdij Saint-Jean d'Orbestier in Château-d'Olonne, Frankrijk

Gabriel de Cosnac (Vic-le-Comte, 1649 – Die, 26 oktober 1739) was een Franse edelman en graaf-bisschop van Die (1702-1734). Hij ging in de leer bij zijn oom Daniel de Cosnac (1628-1708) en werd opgevolgd door zijn neef Daniel de Cosnac (1700-1741).

## Levensloop
Cosnac was de tweede zoon van Armand markies van Cosnac (overleden 1692), officier in het leger van de koning van Frankrijk, en van Marguerite-Louise d’Esparbès-de-Lussan-d’Aubeterre. Eénmaal priester gewijd ging hij werken voor zijn oom Daniel de Cosnac. Daniel de Cosnac was bisschop geweest van Valence en Die, de laatste keer dat een bisschop beide bisdommen bezat. Daniel de Cosnac werd nadien aartsbisschop van Aix-en-Provence en eerste aalmoezenier van hertog Filips, broer van de Zonnekoning. In dienst van zijn oom werd Cosnac tot proost benoemd van de kathedraal van Aix.
Hij werd politiek actief (1700) door zijn benoeming tot agent-général du clergé, een woordvoerder van de raad van de Franse geestelijken in Parijs. In deze periode werd Cosnac titulair abt van Saint Jean d’Orbestier, een benedictijnenabdij in Château-d’Olonne in Vendée. Deze abdij schonk hem levenslang een prebende en dus een inkomen.
De Zonnekoning koos Cosnac tot graaf-bisschop van Die (1701). In 1702 werd Cosnac tot bisschop gewijd. Zijn oom wijdde hem. De titel van graaf van Die was in die tijd een formele titel zonder macht; nochtans moest hij hiervoor de goedkeuring van het stadsbestuur van Die krijgen. Die goedkeuring kwam er niet. Het stadsbestuur en Cosnac vochten het uit voor een rechtbank. Na jaren procederen accepteerde Cosnac de eisen van het stadsbestuur alsook van de geestelijkheid van de kathedraal van Die.
In 1734 trad Cosnac af als bisschop van Die. Hij was te ziek. Zijn neef, Daniel de Cosnac, was in zijn dienst als vicaris-generaal. Zijn neef volgde hem op als bisschop van Die.